# Ocean's 8
Ocean's 8 (bra: Oito Mulheres e Um Segredo; prt: Ocean's 8), eventualmente grafado como Ocean's Eight, é um filme americano de 2018, dos gêneros ação, comédia, suspense e policial, dirigido por Gary Ross, com roteiro dele e Olivia Milch inspirados nos personagens da "trilogia Ocean's", de Steven Soderbergh.
Com Sandra Bullock, Cate Blanchett, Anne Hathaway, Mindy Kaling, Sarah Paulson, Awkwafina, Rihanna e Helena Bonham Carter no elenco, a trama segue um grupo de mulheres, lideradas por uma irmã distante de Danny Ocean, que planeja roubar o Met Gala na cidade de Nova York.
Após o lançamento do filme Ocean's Thirteen, em 2007, Soderbergh afirmou que não tinha intenção de fazer um quarto filme, citando seu desejo de que a série "saia por cima". No entanto, um spin-off feminino foi anunciado em outubro de 2015, com grande parte do elenco assinado em agosto de 2016. As filmagens ocorreram de outubro de 2016 a março de 2017 na cidade de Nova York.
Ocean's 8 estreou no Alice Tully Hall em 5 de junho de 2018 e foi lançado pela Warner Bros. Pictures nos Estados Unidos em 8 de junho de 2018, 11 anos após o lançamento do filme Ocean's Thirteen. O filme arrecadou mais de US$ 287 milhões em todo o mundo e recebeu uma resposta crítica morna, com elogios para as performances do elenco (particularmente Bullock, Blanchett e Hathaway), mas críticas para o enredo de rotina.

## Elenco
- Sandra Bullock como Debbie Ocean, uma ladra profissional e a irmã de Danny Ocean.
- Cate Blanchett como Lou, melhor amiga e parceira de Debbie no crime.
- Anne Hathaway como Daphne Kluger, uma celebridade e o alvo do assalto.
- Mindy Kaling como Amita, uma fabricante de jóias.
- Sarah Paulson como Tammy, uma mãe suburbana, contrabandista e ex-parceira de crime de Debbie.
- Awkwafina como Constance, uma ladra.
- Rihanna como Nine Ball, uma hacker.
- Helena Bonham Carter como Rose Weil, uma designer de moda.
- Richard Armitage como Claude Becker, ex-namorado de Debbie e culpado por sua prisão.
- James Corden como John Frazier, o investigador de seguros.
- Dakota Fanning como Penélope Stern
- Damian Jovens como David Welch

Em aparições, Matt Damon e Carl Reiner reprisam seus papéis como Linus Caldwell e Saul Bloom, respectivamente, da Trilogia Ocean's. Outras aparições no filme incluem Anna Wintour, Zayn Malik,Gigi Hadid, Katie Holmes, Maria Sharapova, Serena Williams, Kim Kardashian, Adriana Lima, Kylie Jenner, Alexander Wang, Kendall Jenner, Olivia Munn, Zac Posen, Hailey Baldwin, Derek Blasberg, Lauren Santo Domingo, e Conor Donovan.

## Dublagem brasileira
Estúdio de dublagem - Delart
Produção
- Direção de Dublagem: Flavia Fontenelle[13]
- Tradução: Christine Eksterman[13]
- Técnico(s) de Gravação: Luiz Martins[13]
- Mixagem: Gustavo Andriewiski[13]

Elenco
- Debbie: Sheila Dorfman[13]
- Lou: Miriam Ficher[13]
- Daphne: Adriana Torres[13]
- Rose: Andrea Murucci[13]
- Tammy: Sylvia Salustti[13]
- Amita: Marcia Morelli[13]
- Bola Nove: Carina Eiras[13]
- Constance: Pamella Rodrigues[13]
- Claude: Márcio Simões[13]
- John: Guilherme Briggs[13]
- Yuri: Maurício Berger[13]
- Reuben: Reinaldo Pimenta[13]
- Guillermo: Mauro Horta[13]
- Lawrence: Sergio Stern[13]
- Kyle: Daniel Simões[13]
- David Welch: Hercules Franco[13]
- Eaddy: Flavia Fontenelle[13]

## Produção
Após o lançamento do Ocean's Thirteen, Steven Soderbergh afirmou que não haveria um Ocean's Fourteen, observando que George Clooney queria "ir para fora forte" com o terceiro filme. Soderbergh uma vez disse que um quarto filme da franquia foi improvável, em dezembro de 2008, desta vez citando a recente morte de Bernie Mac, que tinha aparecido nos filmes anteriores. Apesar disso, um spin-off focado em mulheres estava em desenvolvimento em outubro de 2015. Helena Bonham Carter, Cate Blanchett, Mindy Kaling e Elizabeth Banks foram, mais tarde foram anunciadas para estrelar o filme, embora a presença de Banks mais tarde tenha se revelado um boato que não se concretizou.
Em agosto de 2016, Bullock, Blanchett, Helena Bonham Carter e Kaling foram confirmadas para a estrelar, com Anne Hathaway, Rihanna, Awkwafina e Sarah Paulson fechando assim o elenco. Durante a produção do filme, Dakota Fanning e Damian Lewis foram vistos no set, com Lewis confirmado no elenco em dezembro de 2016 e Fanning confirmou seu elenco em março de 2017.
Em 11 de novembro de 2016, Richard Robichaux também foi escalado para o filme. Nesse mesmo mês, Matt Damon confirmou que ele iria aparecer no filme, reprisando seu papel na trilogia Ocean's. Em janeiro de 2017, James Corden juntou-se ao elenco como um corretor de seguros que começa a suspeitar do grupo. Nesse mesmo mês, foi revelado que Anna Wintour, Alexander Wang, Zac Posen, Derek Blasberg, Lauren Santo Domingo, Kim Kardashian, Kendall Jenner, Kylie Jenner, Katie Holmes, Olivia Munn, Hailey Baldwin e Zayn Malik estariam no filme. Nesse mesmo mês, Richard Armitage se juntou ao elenco do filme.

### As filmagens
As filmagens tiveram início em 25 de outubro de 2016, na cidade de Nova York. Em Março de 2017, Blanchett disse que a produção tinha sido oficialmente concluída.
Em 5 de maio de 2017, foi anunciado que as filmagens continuariam em Staten Island, na antiga Arthur Kill Correctional Facility, que a Broadway Stages ainda está em processo de aquisição após uma rejeição inicial.

## Recepção
A Warner Bros. lançou o filme em 8 de junho de 2018. Nos Estados Unidos e Canadá, Ocean's 8 estreou em primeiro lugar na bilheteria com US$ 41,5 milhões. Também abriu no topo no Brasil, com 339 mil ingressos e faturamento de R$ 6 milhões.